# Poecilonota
Poecilonota — род златок из подсемейства Chrysochroinae.

## Описание
Окраска тела жука бывает зелёная, синяя, бронзовая, реже сине-фиолетовая с жёлтой, оранжевой или красной каймой вдоль боковых краёв надкрылий, обычно продолженной на переднеспинки; яркая. Переднеспинка на боках плавно или угловато закруглена или в основной части (1/3—2/3) с параллельными сторонами. Вершины надкрылий не оттянуты, грубо выемчато-зазубренные. Заднегрудь и первый брюшной стернит без продольной бороздки. Щёки короче половины малого диаметра глаза. 

## Систематика
В составе рода:
- вид: Poecilonota bridwelli Van Dyke, 1918
- вид: Poecilonota californica Chamberlin, 1922
- вид: Poecilonota cyanipes (Say, 1823)
- вид: Poecilonota ferrea (Melsheimer, 1845)
- вид: Poecilonota fraseri Chamberlin, 1922
- вид: Poecilonota montana Chamberlin, 1922
- вид: Poecilonota plebeja (Fabricius, 1777)
- вид: Poecilonota salixi Chamberlin, 1925
- вид: Poecilonota semenovi Obenberger, 1934
- вид: Poecilonota thureura (Say, 1832)
- вид: Poecilonota variolosa (Paykull, 1799)
- вид: Poecilonota viridicyanea Nelson, 1997